# Yvonne Sylvain

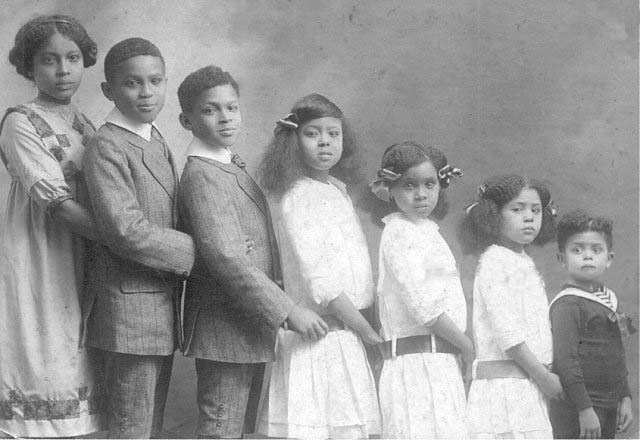
Kinderen Sylvain in Parijs (1912): v.l.n.r. Suzanne (1898-1975), Normil (1900-1929), Henry (1901-1991), Madeleine (1905-1970), Jeanne (1906-?), Yvonne (1907-1989), Pierre (1910-1991).

Yvonne Sylvain (Port-au-Prince, 28 juni 1907 – Port-au-Prince, 3 oktober 1989) was een Haïtiaans arts, kunstschilder en vrouwenrechtenactivist. Zij werd in 1940 de eerste vrouwelijke arts van Haïti. Als pionier in de medische wereld speelde zij een belangrijke rol in de ontwikkeling van de volksgezondheid in Haïti. Daarnaast sprak ze zich uit voor fysieke, economische, sociale en politieke gelijkheid van Haïtiaanse vrouwen.

## Vroege leven en opleiding
Yvonne Sylvain werd geboren als dochter van Eugénie Mallebranche (1876–1931) en Georges Sylvain (1866-1925), een schrijver en activist tegen de Amerikaanse bezetting van Haïti. Haar oudste zus was Suzanne Comhaire-Sylvain (1898-1975), de eerste vrouwelijke antropoloog van Haïti. Ook haar zus Madeleine (1905-1970), was een pionier in haar vakgebied. Zij was een socioloog en onderwijzer, die de eerste formele feministische organisatie van Haïti oprichtte (Ligue Féminine d'Action Sociale). Haar zus Jeanne (1906-?) was de eerste vrouwelijke maatschappelijk werker van de eilandstaat.
Sterk beïnvloed door haar vader, ging Sylvain naar de Ecole Normale d’institutrices. Nadat ze haar diploma had behaald, ging ze aan de slag als onderwijzeres. Daarnaast was ze actief als kunstenares. In de jaren 1930 exposeerde zij meer dan dertig schilderijen en tekeningen. Vanaf jonge leeftijd kwam Sylvain in aanraking met diverse kunstvormen, doordat haar directe omgeving sterk cultureel georiënteerd was. Ze was actief op het gebied van schilderkunst, schrijven, kunstkritiek, toneel en radioproducties, en werkte daarbij regelmatig samen met andere kunstenaars in haar omgeving.
Naar aanleiding van het overlijden van haar moeder, besloot ze op 28-jarige leeftijd geneeskunde te gaan studeren. Ze werd de eerste vrouw die toegelaten werd tot de geneeskunde-opleiding van de Universiteit van Haïti en behaalde in 1940 haar artsendiploma. Ze vervolgde haar opleiding in New York met een beurs van het toenmalige Inter-American Sanitary Bureau (de voorloper van de PAHO). Aan de Columbia University Medical School en de New York Postgraduate Medical School, specialiseerde ze zich in verloskunde en gynaecologie.

## Carrière en activisme
Na het behalen van haar diploma werkte Sylvain jarenlang in l'Hôpital Général in Port-au-Prince, als specialist op het gebied van verloskunde en gynaecologie. Ze was actief in de bestrijding van kindersterfte, kanker en vruchtbaarheidsproblemen. In 1941 publiceerde zij een statistische studie over kindersterfte in Haïti. Ze was de vicevoorzitter van een stichting die zich inzette voor gezondheid en onderwijs op Haïti.
Sylvain werd hoogleraar aan geneeskundefaculteit van de Universiteit van Haïti en publiceerde talloze artikelen in medische tijdschriften. Tijdens de dictatuur van François Duvalier verbleef Sylvain twaalf jaar in ballingschap. Gedurende deze periode was ze afgevaardigde van de Wereldgezondheidsorganisatie. Ze deelde haar medische kennis met verschillende landen in Afrika, waaronder Senegal. Ook werkte ze als klinisch arts in Costa Rica.
Sylvain zette zich in voor de bestrijding van kanker in Haïti en speelde een rol bij de introductie van het baarmoederhals-uitstrijkje in Haïti. Ze was betrokken bij de oprichting van een gemeenschapsziekenhuis (Hôpital de la Communauté Haïtienne) in Frères, Port-au-Prince. Hier bleef zij tot haar dood betrokken.
Zij was lid van de Ligue Féminine d'Action Sociale, de organisatie die opgericht was door haar zus en die streed voor vrouwenkiesrecht in Haïti. In 1950 kregen Haïtiaanse vrouwen stemrecht mede dankzij deze beweging. Ze publiceerde regelmatig over gezondheid en vrouwenrechten in het tijdschrift La Voix des Femmes.
Yvonne Sylvain overleed op 3 oktober 1989 in Port-au-Prince.

## Impact en erkenning
Sylvain leverde veel bijdragen aan de medische sector in Haïti en inspireerde andere Haïtiaanse vrouwen om in haar voetsporen te treden. In 1953, dertien jaar nadat Sylvain haar medische opleiding had afgerond, hadden negen Haïtiaanse vrouwen al hun doctorstitel in de geneeskunde behaald aan de Universiteit van Haïti en waren ze werkzaam als arts in Haïti. Destijds telde de Universiteit van Haïti 241 geneeskundestudenten, waarvan 17 vrouwen.
In 2005 werd Sylvain postuum geëerd door de Association Médicale Haïtienne, als eerste vrouwelijke arts van Haïti. Ze werd tijdens de ceremonie vertegenwoordigd door haar dochter.